# زال تپه
زال تپه مربوط به پیش از اسلام - دوره سلجوقیان است و در شهرستان فردیس، استان البرز، روستای فرخ آباد زیبادشت واقع شده و این اثر در تاریخ ۱ مهر ۱۳۸۲ با شمارهٔ ثبت ۱۰۳۰۴ به‌عنوان یکی از آثار ملی ایران به ثبت رسیده است.